# Tony Chung

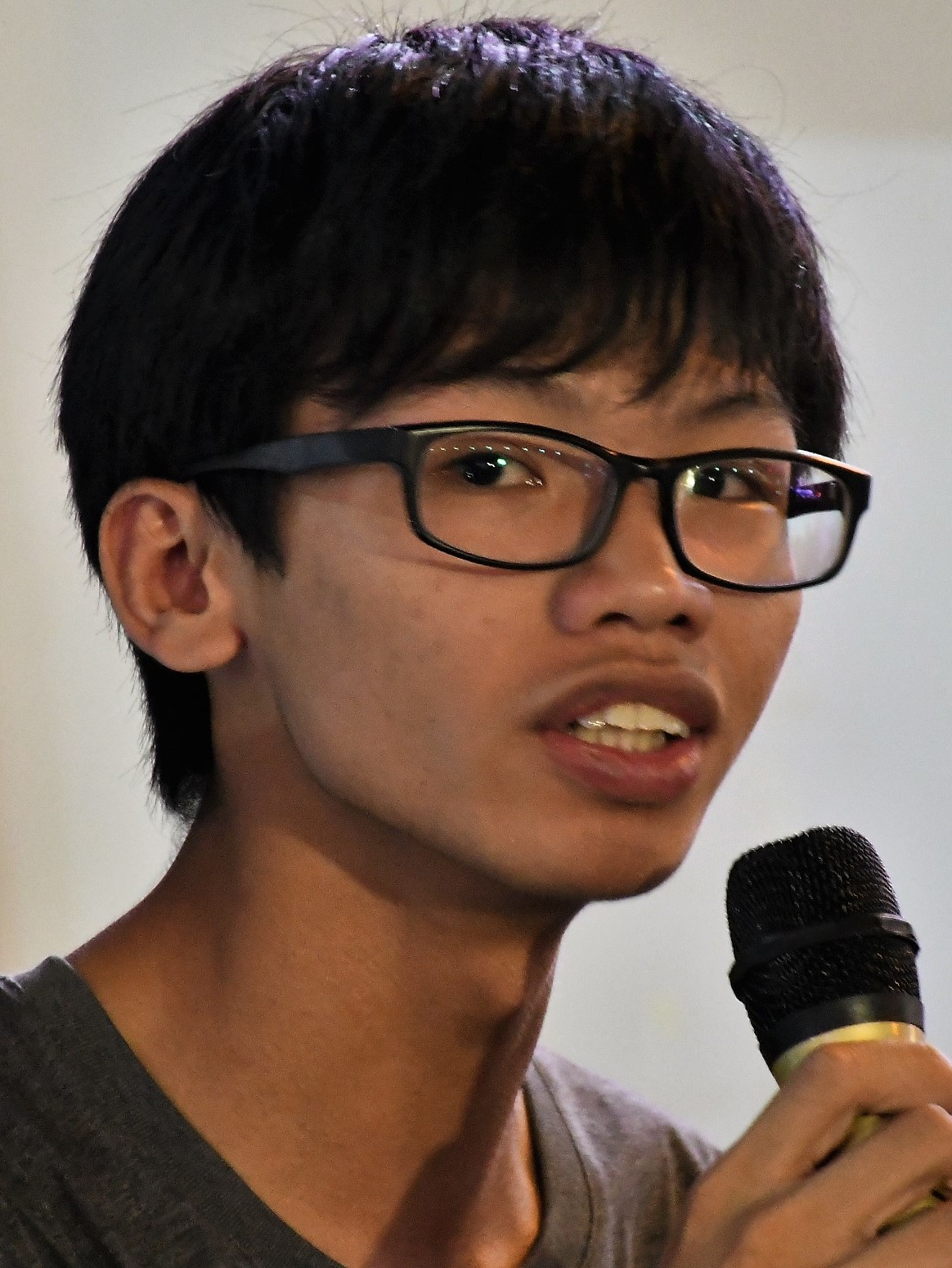
Tony Chung (2018)

Tony Chung Hon-lam (* 2001 in Hongkong) ist ein Demokratieaktivist und einer der Gründer der Pro-Unabhängigkeits-Schülergruppe Studentlocalism. Er gehörte zu den jüngsten Personen, die nach dem 2020 eingeführten Sicherheitsgesetz verurteilt wurden, und erhielt im November 2021 eine Freiheitsstrafe von drei Jahren und sieben Monaten wegen „Abspaltung“ und Geldwäsche. Nach seiner vorzeitigen Entlassung im Juni 2023 verließ er im Dezember 2023 Hongkong in Richtung Vereinigtes Königreich und beantragte dort Asyl. Am 18. August 2025 gab er bekannt, dass ihm politisches Asyl im Vereinigten Königreich gewährt wurde. Die britische Entscheidung umfasst nach Medienberichten ein fünfjähriges Aufenthaltsrecht. In Hongkong wird er seit Ende 2024 mit Haftbefehl gesucht; die Polizei setzte ein Kopfgeld in Höhe von 1 Million HK-$ aus.

## Leben
Chung wuchs in Hongkong auf und gründete 2016 als Sekundarschüler zusammen mit Mitstreitern die Gruppe Studentlocalism, deren Ziel in der Unabhängigkeit Hongkongs lag, wobei er als Convenor fungierte. Der Hongkonger Ableger von Studentlocalism löste sich am 30. Juni 2020 – unmittelbar vor Inkrafttreten des Sicherheitsgesetzes – auf, während Auslandszweige ihre Arbeit fortsetzten.
Am 27. Oktober 2020 wurde Chung in der Nähe des US-Konsulats in Hongkong festgenommen, wo er Berichten zufolge Asyl suchen wollte. Kurz darauf wurde er u. a. wegen „Abspaltung“, Geldwäsche und Verschwörung zur Veröffentlichung aufrührerischer Schriften angeklagt.
Unabhängig vom Sicherheitsgesetz verurteilte ein Gericht ihn am 11. Dezember 2020 wegen Entweihung der chinesischen Nationalflagge und Teilnahme an einer unrechtmäßigen Versammlung im Zusammenhang mit einem Vorfall vom 14. Mai 2019; am 29. Dezember 2020 wurde dafür eine viermonatige Haftstrafe verhängt.
Im November 2021 bekannte sich Chung in einem separaten Verfahren nach dem Sicherheitsgesetz schuldig, u. a. der „Abspaltung“, und wurde am 23. November 2021 zu drei Jahren und sieben Monaten Haft verurteilt, womit er einer der jüngsten Verurteilten nach dem Gesetz war.
Nach seiner vorzeitigen Entlassung im Juni 2023 stand er unter strenger polizeilicher Aufsicht und berichtete, Sicherheitsbeamte hätten ihn regelmäßig vorgeladen und versucht, ihn als Informanten zu gewinnen. Ende Dezember 2023 verließ er Hongkong über Japan, beantragte im Vereinigten Königreich Asyl und begründete die Flucht mit anhaltender Angst und Druck durch die Nationalen Sicherheitsbehörden.
Am 24. Dezember 2024 setzte die Hongkonger Polizei Chung auf eine Liste Gesuchter im Ausland und lobte ein Kopfgeld aus. Am 18. August 2025 bestätigten Medienberichte seine Anerkennung als Flüchtling im Vereinigten Königreich, verbunden mit einem fünfjährigen Aufenthaltsrecht.

## Wirken
Als Mitgründer und Sprecher von Studentlocalism stand Chung für eine lokale Unabhängigkeitsströmung, die eine „Republik Hongkong“ propagierte und damit eine radikale Abkehr vom „Ein Land, zwei Systeme“-Rahmen postulierte. In Interviews erläuterte er früh seine Motivation, die in der Sorge vor einer Angleichung Hongkongs an das chinesische Festland begründet war. Internationale Menschenrechtsorganisationen bewerteten die gegen ihn erhobenen Anklagen und Verurteilungen im Kontext des Sicherheitsgesetzes als Ausdruck eines erheblichen Rückbaus von Meinungs- und Versammlungsfreiheit in Hongkong. Nach seiner Entlassung und Flucht thematisierte Chung öffentlich die Reichweite der Überwachung und den Druck der Sicherheitsbehörden, was seine Rolle als Exilaktivist prägte. Seit 2025 setzt er seine Öffentlichkeitsarbeit aus dem Vereinigten Königreich fort, nachdem ihm dort Asyl gewährt wurde.